# Polycauliona
Polycauliona Hue – rodzaj grzybów z rodziny złotorostowatych (Teloschistaceae). Ze względu na symbiozę z glonami zaliczany jest do porostów.

## Systematyka i nazewnictwo
Pozycja w klasyfikacji według Index Fungorum: Polycauliona, Teloschistaceae, Teloschistales, Lecanoromycetidae, Lecanoromycetes, Pezizomycotina, Ascomycota, Fungii.
Synonim: Massjukiella S.Y. Kondr., Fedorenko, S. Stenroos, Kärnefelt, Elix, Hur & A. Thell.

## Niektóre gatunki
- Massjukiella nowakii (S.Y. Kondr. & Bielczyk) S.Y. Kondr., Fedorenko, S. Stenroos, Kärnefelt, Elix, J.S. Hur & A. 2012 – złotorost Nowaka
- Massjukiella polycarpa (Hoffm.) S.Y. Kondr., Fedorenko, S. Stenroos, Kärnefelt, Elix, J.S. Hur & A. Thell 2012 – złotorost wieloowocnikowy

Nazwy naukowe na podstawie Index Fungorum. Nazwy polskie według W. Fałtynowicza.